# Vis-en-Artois
Vis-en-Artois és un municipi francès situat al departament del Pas de Calais i a la regió dels Alts de França. L'any 2007 tenia 585 habitants.

## Demografia

### Població
El 2007 la població de fet de Vis-en-Artois era de 585 persones. Hi havia 221 famílies de les quals 50 eren unipersonals (25 homes vivint sols i 25 dones vivint soles), 76 parelles sense fills, 91 parelles amb fills i 4 famílies monoparentals amb fills.
La població ha evolucionat segons el següent gràfic:
Habitants censats

### Habitatges
El 2007 hi havia 236 habitatges, 227 eren l'habitatge principal de la família, 2 eren segones residències i 8 estaven desocupats. 232 eren cases i 2 eren apartaments. Dels 227 habitatges principals, 182 estaven ocupats pels seus propietaris, 34 estaven llogats i ocupats pels llogaters i 11 estaven cedits a títol gratuït; 1 tenia una cambra, 5 en tenien dues, 14 en tenien tres, 51 en tenien quatre i 157 en tenien cinc o més. 176 habitatges disposaven pel capbaix d'una plaça de pàrquing. A 90 habitatges hi havia un automòbil i a 116 n'hi havia dos o més.

### Piràmide de població
La piràmide de població per edats i sexe el 2009 era:
| Homes | Edats   | Dones |
| ----- | ------- | ----- |
| 0     | 95 o +  | 0     |
| 0     | 90 a 94 | 0     |
| 4     | 85 a 89 | 0     |
| 0     | 80 a 84 | 4     |
| 0     | 75 a 79 | 16    |
| 8     | 70 a 74 | 12    |
| 8     | 65 a 69 | 20    |
| 12    | 60 a 64 | 8     |
| 20    | 55 a 59 | 16    |
| 12    | 50 a 54 | 8     |
| 32    | 45 a 49 | 36    |
| 28    | 40 a 44 | 20    |
| 16    | 35 a 39 | 12    |
| 20    | 30 a 34 | 16    |
| 32    | 25 a 29 | 36    |
| 28    | 20 a 24 | 4     |
| 28    | 15 a 19 | 16    |
| 16    | 10 a 14 | 8     |
| 16    | 5 a 9   | 20    |
| 12    | 0 a 4   | 8     |

## Economia
El 2007 la població en edat de treballar era de 378 persones, 293 eren actives i 85 eren inactives. De les 293 persones actives 279 estaven ocupades (154 homes i 125 dones) i 15 estaven aturades (5 homes i 10 dones). De les 85 persones inactives 27 estaven jubilades, 28 estaven estudiant i 30 estaven classificades com a «altres inactius».

### Ingressos
El 2009 a Vis-en-Artois hi havia 248 unitats fiscals que integraven 674 persones, la mediana anual d'ingressos fiscals per persona era de 18.351 €.

### Activitats econòmiques
Dels 34 establiments que hi havia el 2007, 1 era d'una empresa alimentària, 1 d'una empresa de fabricació de material elèctric, 4 d'empreses de construcció, 7 d'empreses de comerç i reparació d'automòbils, 2 d'empreses de transport, 2 d'empreses d'hostatgeria i restauració, 1 d'una empresa financera, 4 d'empreses de serveis, 11 d'entitats de l'administració pública i 1 d'una empresa classificada com a «altres activitats de serveis».
Dels 7 establiments de servei als particulars que hi havia el 2009, 1 era una gendarmeria, 1 oficina de correu, 1 taller de reparació d'automòbils i de material agrícola, 1 autoescola, 1 electricista, 1 perruqueria i 1 restaurant.
Dels 4 establiments comercials que hi havia el 2009, 1 era un hipermercat, 1 una botiga de menys de 120 m² i 2 floristeries.
L'any 2000 a Vis-en-Artois hi havia 11 explotacions agrícoles que ocupaven un total de 483 hectàrees.

## Equipaments sanitaris i escolars
L'únic equipament sanitari que hi havia el 2009 era una farmàcia.
El 2009 hi havia una escola maternal integrada dins d'un grup escolar amb les comunes properes formant una escola dispersa.

## Poblacions més properes
El següent diagrama mostra les poblacions més properes.